# Machaerina rubiginosa
Machaerina rubiginosa là loài thực vật có hoa trong họ Cói. Loài này được (Spreng.) T.Koyama mô tả khoa học đầu tiên năm 1961.